# 六甲山神社
六甲山神社（むこやまじんじゃ）は兵庫県西宮市山口町、六甲山最高峰から東へ1km程隔たった標高840mの見晴らしのよい峰に鎮座する神社（廣田神社の境外末社）。祭神から白山の宮（しらやまのみや）とも称される。石の宝殿と呼ばれる大きな石祠（六甲山石宝殿と称される）があることで著名。

## 祭神
菊理媛命を祭神とする。加賀国白山の白山比咩神社に同じ。伊丹市中野北の「六甲山大権現」の道標に示されるように、六甲山神社境内の石製の神殿の奥に六甲山大権現が祀られている。これが神社名由来の古くからの本来の主祭神と考えられる。六甲山石の宝殿が「広西両宮絵図」に西宮鎮守とあること、六甲山全域がかつての廣田神社の社領であったこと、六甲山がかつては向津峰（ムカツミネ）と呼ばれていたことから、廣田神社祭神、撞賢木厳魂天疏向津媛命（ツキサカキイズノミタマアマサガルムカツヒメノミコト）の奥宮としてとらえることが、整合性を有すると思われる。

## 歴史
創祀の年代は不明。石の宝殿は石扉の刻銘から慶長18年（1613年）に南麓に鎮座する越木岩神社の氏子らが建立したことが判明していて、建立年の刻まれた石祠としては県下では2番目に古い。西宮ふるさと民話参照
祠が設置される前からこの場所は霊場視されていて、いくつかの言い伝えがある。
- 神功皇后が三韓征伐で持ち帰った神の石を納めた。
- 祠のそばのウツギの根元に神功皇后が黄金の鶏を埋めたので、元旦の黎明には鶏の鳴き声が六甲山に響き渡る。

六甲山は山伏や天狗に関する多くの伝説があり、昔は山中には88の社があってそれらの中心である石の宝殿から神々が四方の高山へ修行へ出たと伝えられるが、山岳信仰により中世に白山修験の山伏が開いた修験道の霊山であったと考えられ、社殿には白山の古文書が伝えられている。
田辺眞人は著書『神戸市の伝説 新版』内で、恐らくは中世末に山稼ぎに入っていった東麓の社家郷（西宮市）の人々が霊場として見つけ、彼らの氏神である西宮神社の末社としたのだろうと推測している。なお、寛政元年（1789年）に山頂が遠すぎるということで西宮神社に勧請し、境内摂社六甲山神社（むこやまじんじゃ）として祀られている。
諸説あるが、（編集）西宮市立郷土資料館（発行）西宮市教育委員会による西宮ふるさと民話を参考にし、また越木岩神社にも六甲山神社が末社として祀られていることを考えると越木岩新田の村人が建立したとみるのが妥当ではないだろうか。その後諸般の事情があって、西宮神社末社、また廣田神社末社として祀られているようだ。

## 信仰
古来より雨乞いの場として利用され、日照りが続くと山麓の村々の農民が般若心経と雨乞いの呪文を唱えた。石の宝殿は船坂川、仁川、芦屋川、住吉川などの分水嶺上にあり、神戸市東灘区から西宮、宝塚、さらに北神地区の唐櫃（神戸市北区）に至るまでの地域はもとより、摂津国外からも雨乞いに来たと古文書にはある。
東灘の小路村では旱魃の夏に村人がここに一晩こもって般若心経と雨乞いの呪文を唱えたが、夜が明けても雨が降らなかったために、沢蟹を捕まえて来て宝殿に投げつけて帰ったところ神の怒りで雨が降ったという。隣の田辺村では参籠をしても降雨がないと雨蛙を2匹石祠に擦り潰して帰ったと伝えられる。
現在でも水不足の折には周辺各市の水道関係者が、ここで行者に雨乞いの祈祷を頼む。また、祠脇の縁起書には「水商売繁盛の神」と説かれている。

## 神事
- 菊理姫祭：9月9日
- 閉山祭：11月下旬

## 周辺
- 六甲山最高峰 - 兵庫県道16号明石神戸宝塚線を西へ1km。
- 芦有ドライブウェイ 宝殿インターチェンジ
- 奥池